# OPIM

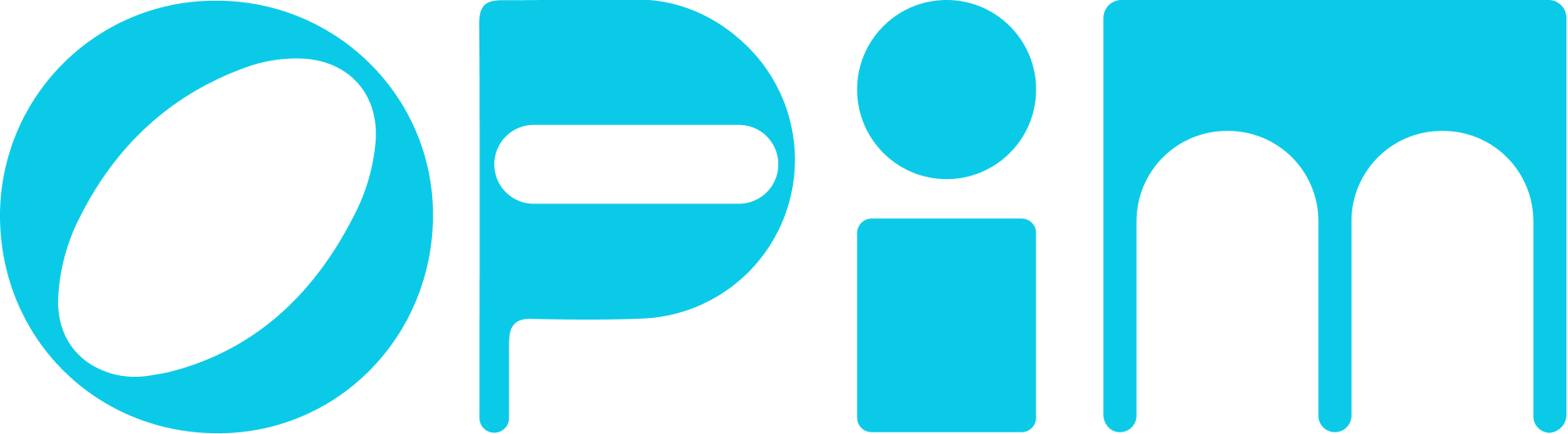
Logo OPIM

OPIM z.s. je nezisková organizace, která se od roku 2001 věnuje diverzitě, inkluzi a rovným příležitostem především na trhu práce. Pořádá vzdělávací a poradenskou činnost soukromým společnostem napříč odvětvími v ČR a veřejným akademickým institucím. Organizace pracuje aktivně se zaměstnavateli i s různými komunitami.

## Témata a aktivity
- Vzdělávání - gamifikované online a offline programy k posílení vnímání diverzity jako přínos pro společnost a organizaci. Jedním z příkladů je Živá knihovna.
- Poradenství - strategický vhled a komplexnost tématu diverzity, inkluze a rovnosti v souladu s cíli organizace[2]
- Nástroje - matchmakingová aplikace Diversity Talent Pool k hledání a nabízení práce, kde jinakost není bariérou, nebo mapující dotazník inkluze zaměstnanců a zaměstnankyň[3][4]
- Networking - komunitní platforma D&I Shapers pro organizace - veřejné i soukromé, akademické i neziskové, s ambicí podporovat diverzitu, rovnost a inkluzi (DEI) udržitelně a dlouhodobě, a mít společenský dopad. Platforma vznikla z potřeby saturovat organizace praktickými příklady a nástroji v souladu s DEI z lokálního prostředí, inspirovat ze zahraničí a propojovat napříč odvětvími.[5][6]

## Cíle organizace
Ambicí organizace je přinést změnu ve vnímání diverzity, rovnosti a inkluze, a to tak, že je nedílnou součástí jakékoliv organizace. Téma maximálně lokalizuje a má společenský dopad na trhu práce, tj. rovné příležitosti, uplatnění různých talentů bez rozdílu, rovné odměňování, snížení diskriminace.
Organizace spolupracuje s významnými společnostmi, například Avast, Home Credit, Loreal, Red Hat, ČSOB, Thermofisher, McDonalds, Plzeňský Prazdroj či Škoda Auto.